# Gorondy-Novák Elemér
Gorondy-Novák Elemér (Budapest, 1885. február 23. – Cosquin, 1954. május 14. vagy 15.) magyar lovassági tábornok, altábornagy, magyar királyi titkos tanácsos. Katonái szigorú vezérüket Goromba-Nováknak is hívták.

## Élete
Novák Elemér néven született 1885. február 23-án Budapesten.
Szolgálati idejét 1905 augusztus 18-án kezdte meg. Az I. világháború után 1919-ben a Vörös Hadsereg 1. hadosztályának vezérkari főnöke volt, majd belépett a Nemzeti Hadseregbe. 1934. november 1-én tábornokká léptették elő. 1935. február 1-től az 1., majd 1937. október 1-től a 2. lovasdandár parancsnokaként teljesített szolgálatot. Az I. lovasdandár élén vitéz Denk Gusztávot váltotta. 1938. május 1-től már altábornagy volt, és a gyorscsapatok szemlélőjének is kinevezték. Később, december 31-től a lovassági szemlélő tisztét is ő töltötte be. 1940. március 1-től a 3. magyar hadsereg parancsnoka, 1940. október 22-től pedig magyar királyi titkos tanácsos is volt.
1941 áprilisában ő vezette a 3. magyar hadsereget a délvidéki hadműveletben. Ezután, 1941. május 1-től már lovassági tábornokként szolgált. Hadseregparancsnoki beosztásából 1941. november 1-én mentették fel, majd 1942. február 1-gyel nyugállományba vonult. A II. világháború után külföldre, Argentínába távozott. Cosquinban halt meg 1954. május 14-én vagy 15-én.

## A Délvidék visszafoglalása
A Délvidék elleni magyar támadás 1941. április 11-én indult meg. Az offenzívát a 3. magyar hadsereg élén Gorondy-Novák Elemér vezette Zombor, Szabadka és Topolya irányába. A támadásban az I., a IV. és az V. hadtest alakulatai, valamint a gyorshadtest vettek részt. Az V. hadtest csapatai április 13-án elérték, és elfoglalták Zentát, ahol a helyiek ünnepléssel köszöntötték őket.
Habár a jugoszláv hadsereg már visszavonult dél felé, partizánok meg-megzavarták a hadműveletet, ezeket az akciókat a honvédség alakulatai hamar letörték.